# Prefetti della provincia di Cosenza
Questa voce contiene un elenco completo dei prefetti della provincia di Cosenza dal 1861.

## Regno delle Due Sicilie

### Governatori della Calabria Citra
- Donato Morelli (29 agosto 1860 – 25 ottobre 1860)
- Luigi Vercillo (14 settembre 1860 – 25 marzo 1861)
- Antonino Plutino (14 marzo 1861 – 10 maggio 1861)

## Regno d'Italia
- Enrico Guicciardi (11 maggio 1861 – 10 ottobre 1865)
- Bartolomeo Amari Gusa (11 febbraio 1866 – 10 novembre 1868)
- Michele Miani (11 gennaio 1869 – 10 novembre 1875)
- Carmine Senise (11 gennaio 1876 – 10 giugno 1876)
- Diego Giorgetti (21 settembre 1876 - 20 luglio 1878)
- Domenico Bardari (27 settembre 1878 – 10 agosto 1880)
- Vincenzo De Felice (2 gennaio 1881 – 1° maggio 1882)
- Felice Reklin (1° giugno 1882 – 7 aprile 1884)
- Davide Carlotti (1° ottobre 1884 – 14 aprile 1885)
- Antonio Cassano (4 maggio 1885 – 26 dicembre 1885)
- Davide Silvagni (30 aprile 1886 – 16 agosto 1888)
- Alfonso Conti (2 febbraio 1889 – 2 gennaio 1891)
- Giuseppe Fioretti (16 febbraio 1891 – 21 ottobre 1891)
- Lucio Fiorentini (25 novembre 1891 – 2 maggio 1892)
- Antonio La Mola (1° luglio 1892 – 31 luglio 1893)
- Fabrizio Plutino (24 agosto 1893 – 18 maggio 1896)
- Lorenzo Tottoli (7 ottobre 1896 – 1° settembre 1898)
- Demostene Puccioni (5 settembre 1898 – 30 settembre 1901)
- Giuseppe Gignolo (23 ottobre 1901 – 22 febbraio 1904)
- Gabriele Chiericati (8 marzo 1904 – 14 agosto 1905)
- Luigi Marcialis (1° ottobre 1906 – 15 novembre 1907)
- Eugenio Nievo (21 novembre 1907 – 30 settembre 1909)
- Giuseppe Cardin Fontana (7 ottobre 1909 – 25 settembre 1910)
- Saverio Castrucci (2 novembre 1910 – 31 luglio 1912)
- Filoteo Lozzi (4 agosto 1912 – 15 aprile 1914)
- Diodato Sansone (16 aprile 1914 – 21 gennaio 1915)
- Giuseppe Masi (21 marzo 1915 – 31 gennaio 1918)
- Giulio Moscarella (1° febbraio 1918 – 24 agosto 1919)
- Eugenio De Carlo (25 novembre 1919 – 12 aprile 1920)
- Bartolomeo Andreoli (24 aprile 1920 – 11 novembre 1920)
- Giuseppe Guadagnini (16 novembre 1920 – 6 dicembre 1921)
- Paolo Bodo (20 dicembre 1921 – 18 settembre 1922)
- Celidonio Errante (26 settembre 1922 – 16 novembre 1922)
- Osvalo Nobile (21 novembre 1922 – 16 luglio 1923)
- Agostino Guerresi (16 luglio 1923 – 30 giugno 1928)
- Giovanni Battista Bianchetti (2 luglio 1928 – 15 luglio 1929)
- Pietro Giacone (6 luglio 1929 – 14 maggio 1931)
- Michele Adinolfi (16 maggio 1931 – 15 gennaio 1933)
- Roberto Rizzi (16 gennaio 1933 – 15 settembre 1934)
- Ubaldo Bellini (15 settembre 1934 – 1° agosto 1936)
- Guido Palmardita (2 agosto 1936 – 25 marzo 1939)
- Salvatore Rose (26 marzo 1939 – 20 agosto 1939)
- Guido De Sanctis (21 agosto 1939 – 14 giugno 1943)
- Enrico Endrich (15 giugno 1943 – 5 novembre 1943)
- Pietro Mancini (6 novembre 1943 – 21 aprile 1944)
- Costantino Miraglia (10 agosto 1944 – 15 agosto 1946)

## Repubblica italiana
- Luigi Delli Santi Cimaglia Gonzaga (10 ottobre 1946 – 5 agosto 1948)
- Gaetano Marfisa (10 agosto 1948 – 3 ottobre 1953)
- Federico Lo Monaco (6 ottobre 1953 – 23 ottobre 1954)
- Arnaldo Adami (25 ottobre 1954 – 20 ottobre 1955)
- Osvaldo Fontanelli (23 ottobre 1955 – 4 aprile 1956)
- Arturo Spano (4 aprile 1956 – 7 ottobre 1958)
- Pensiero Macciotta (8 ottobre 1958 – 11 ottobre 1961)
- Celestino De Bonis (11 ottobre 1961 – 18 ottobre 1963)
- Salvatore Ferro (26 ottobre 1963 – 24 aprile 1964)
- Francesco Lattari (5 maggio 1964 – 20 agosto 1965)
- Nicola Cupaiolo (31 agosto 1965 – 19 giugno 1969)
- NIcola Di Paola (20 giugno 1969 – 15 ottobre 1970)
- Filippo Culcasi (20 ottobre 1970 – 14 gennaio 1973)
- Antonio Maietta (15 gennaio 1973 – 10 agosto 1976)
- Gennaro de Campora (1° ottobre 1976 – 31 gennaio 1978)
- Francesco Abatelli (1° settembre 1978 – 6 settembre 1981)
- Alfio Licandro (7 settembre 1981 – 30 novembre 1985)
- Corrado Catenacci (1° dicembre 1985 – 15 febbraio 1989)
- Marcello Palmieri (2 ottobre 1989 – 26 settembre 1992)
- Guido Ceccherini (9 novembre 1992 – 10 luglio 1995)
- Raffaele Guerriero (17 luglio 1995 – 14 maggio 1997)
- Giancarlo Ingrao (15 maggio 1997 – 2 dicembre 2001)
- Diego D'Amico (3 dicembre 2001 – 31 ottobre 2005)
- Bruno Sbordone (16 gennaio 2006 – 3 gennaio 2007)
- Francesco Antonio Musolino (4 gennaio 2007 – 5 agosto 2007)
- Pietro Lisi (6 agosto 2007 – 31 agosto 2008)
- Melchiorre Fallica (1° settembre 2008 – 11 gennaio 2010)
- Antonio Reppucci (12 gennaio 2010 – 29 dicembre 2010)
- Raffaele Cannizzaro (30 dicembre 2010 – 7 agosto 2013)
- Gianfranco Tomao (8 agosto 2013 – 22 luglio 2018)
- Paola Galeone (23 luglio 2018 – 2 gennaio 2020)
- Cinzia Guercio (20 gennaio 2020 – 8 agosto 2021)
- Vittoria Ciaramella (9 agosto 2021 - 14 luglio 2024)
- Rosa Maria Padovano (dal 15 luglio 2024)